# Ключевлаг
Ключе́влаг (Ключе́вский исправи́тельно-трудо́вой ла́герь) — подразделение, действовавшее в системе исправительно-трудовых учреждений СССР.

## История
Ключевлаг был создан в 1947 году, но закрыт в 1948 году после реорганизации в лагерное отделение, вновь организован в качестве исправительно-трудового лагеря в 1950 году. Управление Ключевлага располагалось в посёлке Могоча, Читинская область. В оперативном командовании он подчинялся первоначально Специальному главному управление Главспеццветмета, в дальнейшем — Главному управлению лагерей железнодорожного строительства и впоследствии Главному управлению исправительно-трудовых лагерей (ГУЛАГ) Министерства юстиции СССР.
Максимальное единовременное количество заключённых могло составлять более 3000 человек.
Ключевлаг был закрыт в 1953 году.

## Производство
Заключённые Ключевлага были заняты преимущественно на строительных работах.